# Gisela May

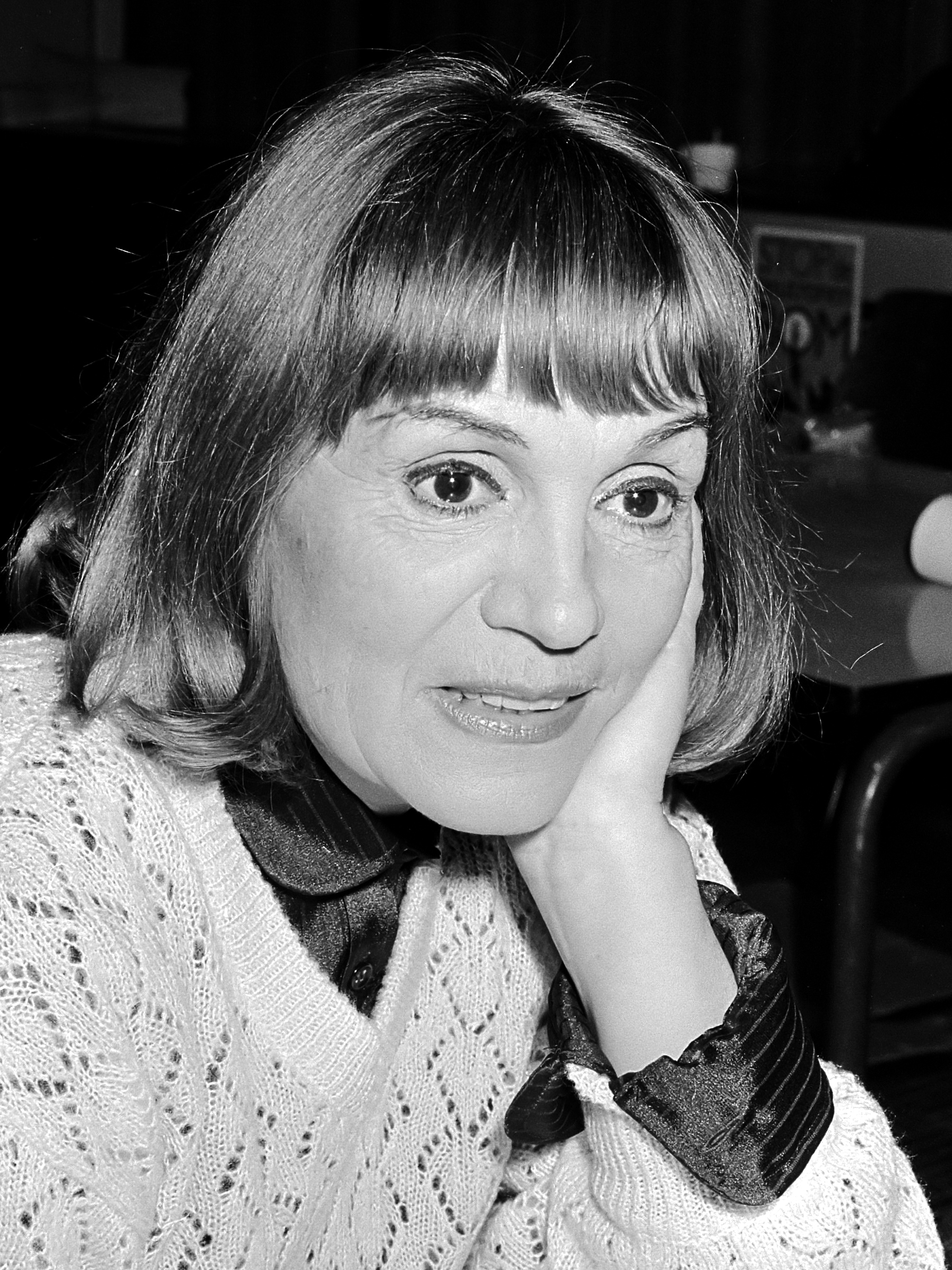
Gisela May (1979)

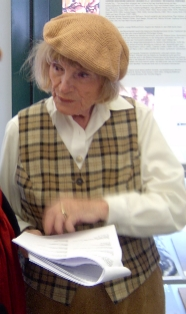
Gisela May (2008)

Gisela May (* 31. Mai 1924 in Wetzlar; † 2. Dezember 2016 in Berlin) war eine deutsche Schauspielerin und Diseuse, die sich vor allem als Brecht-Interpretin einen Namen machte.

## Leben
Gisela May wurde in Wetzlar als Tochter des Schriftstellers Ferdinand May und der Schauspielerin Käte May geboren. Sie besuchte eine Höhere Mädchenschule und eine Haushaltsschule. Von 1942 bis 1944 absolvierte sie die Leipziger Schauspielschule. Ihr Bruder fiel im Zweiten Weltkrieg, ihr erster Klavierlehrer, Alfred Schmidt-Sas wurde in Plötzensee von den Nazis hingerichtet.
Ab 1963 war sie Mitglied des Präsidiums der Deutsch-Italienischen Gesellschaft der DDR unter dem Präsidenten Professor Gerhard Reintanz, ab 1972 Mitglied der Akademie der Künste (Ost) bzw. ab 1993 der neuen Akademie der Künste (Berlin).
Von 1983 bis 1989 moderierte sie im DDR-Fernsehen ihre eigene Unterhaltungsshow Pfundgrube.
1999 wurde die Künstlerin auf Vorschlag von Intendant Hans Pischner und Opernsänger Heiko Reissig zum ordentlichen Ehrenmitglied der Europäischen Kulturwerkstatt (EKW) in Berlin und Wien berufen.
May war am 24. Januar 2013 im Rahmen der Kurt-Weill-Woche auf der Bühne der Komischen Oper Berlin zu sehen und zu hören. Am 12. Januar 2014 nahm die fast 90-jährige May in der Volksbühne Berlin am Jahresauftakt der Europäischen Linken teil. Die Ernst-Busch-Gesellschaft veranstaltete am 10. Juni 2014 vor ausverkauftem Haus im Kino Babylon am Rosa-Luxemburg-Platz eine Hommage anlässlich ihres 90. Geburtstages; dort wurde sie auch zum Ehrenmitglied der Kurt-Weill-Gesellschaft ernannt.
Am 3. Juni 2014 nahm May für den RBB ein Radio-Feature von Jean Claude Kuner unter dem Titel Express Beirut – Die Schriftstellerin Ethel Adnan auf; dies war zugleich auch ihre letzte künstlerische Arbeit.
Sie war von 1956 bis 1965 mit dem Journalisten und Dokumentaristen Georg Honigmann verheiratet, dem Vater der Schriftstellerin Barbara Honigmann. Nach der Scheidung lebte sie mit Wolfgang Harich zusammen. May lebte zuletzt in einer Berliner Seniorenresidenz. Ihr Urnengrab (CU 3-2-5) befindet sich auf dem Friedhof der Dorotheenstädtischen und Friedrichswerderschen Gemeinden in Berlin-Mitte, auf dem sie am 13. Januar 2017 beigesetzt wurde.

## Karriere als Schauspielerin

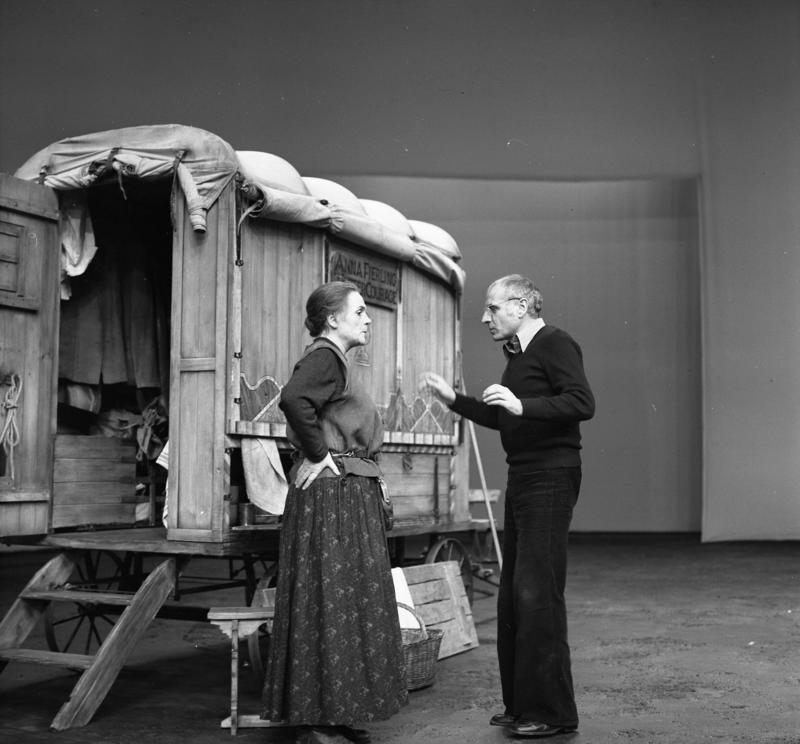
Gisela May bei den Proben zu Mutter Courage im Berliner Ensemble mit Manfred Wekwerth, 1978

Erste Engagements hatte May in Danzig, Dresden, Görlitz, Leipzig, Halle und Schwerin. Seit 1951 wirkte sie in Berlin, erst am Deutschen Theater, seit 1962 am Berliner Ensemble, dem sie über 30 Jahre lang angehörte. Ab 1978 spielte sie bis zu ihrem Ausscheiden 1992 Brechts Mutter Courage, der sie eine eigene Interpretation gab – vor ihr hatte „die Weigel“ am Berliner Ensemble die Rolle verkörpert. Neben Brechts Die Tage der Commune und Brecht/Weills Die sieben Todsünden der Kleinbürger spielte sie unter anderem die Titelrollen in Lessings Minna von Barnhelm, Stewart/Herman Hallo, Dolly!, Shaws Frau Warrens Gewerbe, die Mutter Wolfen in Hauptmanns Biberpelz.
Einem breiten Publikum im Westen Deutschlands wurde sie durch ihre Beteiligung an der Fernsehserie Adelheid und ihre Mörder bekannt („Sag nicht immer Muddi zu mir!“).

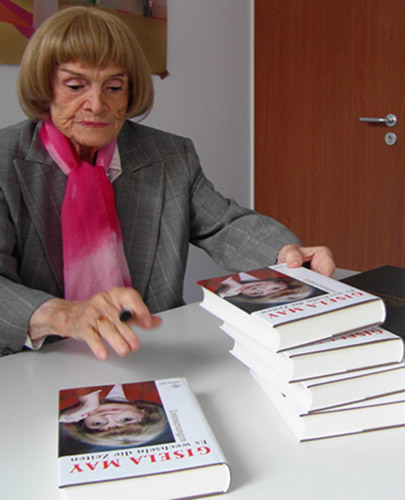
Gisela May signiert vorab ihre Bücher, anlässlich der Charity-Veranstaltung von Rengha Rodewill, 2009

## Chansonsängerin
1957 erkannte Hanns Eisler bei einem Programm das besondere Talent der May für das Chanson und die Möglichkeiten ihrer Stimme, deren Kraft, Vielseitigkeit, Empfinden, Klugheit, Virtuosität, Eleganz und Schlichtheit, was Gisela May in den folgenden Jahren vervollkommnete. Als Chansoninterpretin machte sie sich schon zu DDR-Zeiten durch Veröffentlichungen einer Reihe von Alben auch international einen Namen. Für ihre Schallplatten-Einspielung Die sieben Todsünden der Kleinbürger (Brecht/Weill) bekam sie 1968 in Paris von Maurice Chevalier den Grand Prix du Disque überreicht.
In eigenen Programmen trug sie Chansons, politische Songs und Gedichte vor. Sie gastierte in vielen Ländern Europas, in den USA und Australien: Aus vier Jahreszeiten (Bertolt Brecht), Kurt Tucholsky hasst – liebt, Hoppla wir leben (Hollaender, Mehring, Wedekind), Jacques-Brel-Abend, Erich Kästner, Hanns-Eisler-Abend. Ihr künstlerischer Partner war neben Henry Krtschil viele Jahre der Komponist und Pianist Manfred Schmitz.
Künstlerische Maßstäbe setzte sie am Metropol-Theater in der deutschsprachigen Produktion von Hello, Dolly (1970). Sie wirkte in mehreren Einspielungen von Werken des Heiteren Musiktheaters der DDR mit, was sie in ihren Erinnerungen verschwieg (Xonga Miller in In Frisco ist der Teufel los, Lady Bracknell in Mein Freund Bunbury, Bibi Dubois in Alarm in Pont l'Evêque von Conny Odd).

## Preise und Auszeichnungen
- 1959: Kunstpreis der DDR[7]
- 1960: Verdienstmedaille der Nationalen Volksarmee in Silber für Schritt für Schritt[8]
- 1962: Clara-Zetkin-Medaille[9]
- 1963: Nationalpreis der DDR für Kunst und Literatur, III. Klasse
- 1968: Grand Prix du Disque der Akademie Charles Cros, Paris
- 1969: Großer Preis der italienischen Schallplattenkritik, Mailand
- 1973: Obie – Preis der Theaterkritiker der USA
- 1973: Nationalpreis der DDR für Kunst und Literatur, I. Klasse
- 1979: Kunstpreis des FDGB
- 1980: Vaterländischer Verdienstorden in Gold
- 1984: Stern der Völkerfreundschaft
- 1987: Deutscher Kleinkunstpreis für Chanson
- 1988: Nationalpreis der DDR für Kunst und Literatur, I. Klasse
- 1991: Filmband in Gold (gemeinsam mit Ilse Werner und Harald Juhnke) und Deutscher Schallplattenpreis
- 1996: Premio Trieste Contemporanea
- 1999: ordentliches Ehrenmitglied der Europäischen Kulturwerkstatt (EKW) Berlin-Wien

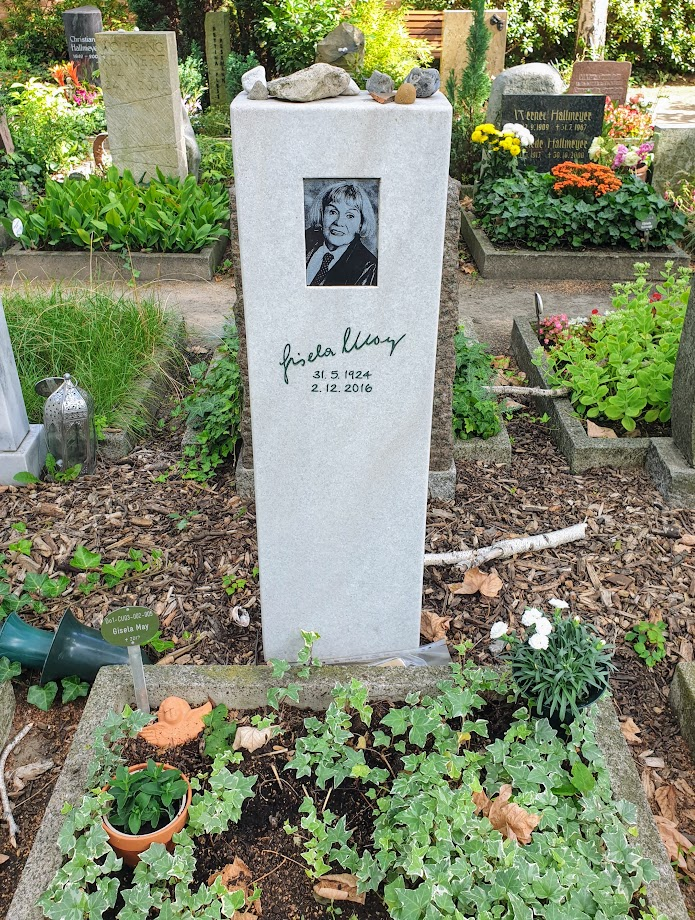
Grabstätte von Gisela May auf dem Friedhof der Dorotheenstädtischen und Friedrichswerderschen Gemeinden

- Grabstätte von Gisela May auf dem Friedhof der Dorotheenstädtischen und Friedrichswerderschen Gemeinden2000: Verdienstorden des Landes Berlin
- 2004: Bundesverdienstkreuz, I. Klasse
- 2005: Stern der Satire und Silbernes Blatt der Dramatiker Union

## Darstellung Gisela Mays in der bildenden Kunst
- Bert Heller: Schauspielerin Gisela May (Öl)[10]

## Filmografie (Auswahl)
- 1951: Das Beil von Wandsbek
- 1955: Hotelboy Ed Martin
- 1955: Sommerliebe
- 1956: Treffpunkt Aimée
- 1957: Die Schönste
- 1958: Tilman Riemenschneider
- 1959: Eine alte Liebe
- 1960: Schritt für Schritt
- 1960: Das Leben beginnt
- 1960: Die Entscheidung des Dr. Ahrendt
- 1961: Blaulicht, Folge Antiquitäten (DFF)
- 1962: Tempel des Satans (DFF)
- 1963: Carl von Ossietzky (DFF)
- 1964: Jenny Marx (DFF)
- 1966: Die Tage der Commune (Theateraufzeichnung)
- 1976: Frau Jenny Treibel (DDR-Fernsehen)
- 1977: Die Verführbaren (DDR-Fernsehen)
- 1978: Fleur Lafontaine (DDR-Fernsehen)
- 1983: Zwei Ärztinnen (DDR-Fernsehen)
- 1984: Drei reizende Schwestern: Familienfest mit Folgen (Fernsehreihe)
- 1991: Mit List und Krücke / (Fernsehserie in 13 Teilen)
- 1991: Die Hallo-Sisters (Fernsehen)
- 1993–2007: Adelheid und ihre Mörder (Fernsehkrimiserie)

## Theater
- 1952: Gerhard W. Menzel: Marek im Westen (Mädchen) – Regie: ? (Deutsches Theater Berlin – Kammerspiele)
- 1953: Heinar Kipphardt: Shakespeare dringend gesucht (leichte Dame) – Regie: Herwart Grosse (Deutsches Theater Berlin – Kammerspiele)
- 1953: Alexander Kron: Das tote Tal (Margo) – Regie: Herwart Grosse (Deutsches Theater Berlin)
- 1953: Harald Hauser: Prozeß Wedding (Madeleine) – Regie: Wolfgang Langhoff (Deutsches Theater Berlin)
- 1954: Albert Maltz: Hotelboy Ed Martin (Ganovin) – Regie: Ernst Kahler (Deutsches Theater Berlin – Kammerspiele)
- 1955: Alfred Matusche: Die Dorfstraße (Bäuerin) – Regie: Hannes Fischer (Deutsches Theater Berlin – Kammerspiele)
- 1955: Arno Holz: Sozialaristokraten (Frau Gehrke) – Regie: Ernst Kahler (Deutsches Theater Berlin – Kammerspiele)
- 1955: Johann Nestroy: Theaterg’schichten (Rosaura) – Regie: Emil Stöhr (Deutsches Theater Berlin)
- 1957: William Shakespeare: König Lear (Regan) – Regie: Wolfgang Langhoff (Deutsches Theater Berlin)
- 1957: Johann Nestroy: Einen Jux will er sich machen (Witwe Fischer) – Regie: Otto Tausig (Deutsches Theater Berlin)
- 1957: Jean Giraudoux: Amphitryon 38 – Regie: Rudolf Wessely (Deutsches Theater Berlin)
- 1958: Joachim Knauth: Wer die Wahl hat (Wirtin) – Regie: Ernst Kahler (Deutsches Theater Berlin – Kammerspiele)
- 1959: Carlo Goldoni: Das Kaffeehaus – Regie: Emil Stöhr (Deutsches Theater Berlin – Kammerspiele)
- 1960: Erwin Strittmatter: Die Holländerbraut – Regie: Benno Besson (Deutsches Theater Berlin)
- 1961: Hedda Zinner: Ravensbrücker Ballade (Ellen) – Regie: Fritz Wisten (Volksbühne Berlin)
- 1961: Carl Sternheim: Die Hose (Gertrud Deuter) – Regie: Carl M. Weber (Deutsches Theater Berlin)
- 1962: Bertolt Brecht: Die Tage der Commune (Madame Cabet) – Regie: Manfred Wekwerth/Joachim Tenschert (Berliner Ensemble)
- 1962: Gerhart Hauptmann: Der Biberpelz (Mutter Wolffen) – Regie: Ernst Kahler (Deutsches Theater Berlin – Kammerspiele)
- 1963: Bertolt Brecht: Schweyk im Zweiten Weltkrieg (Frau Kopecka) – Regie: Erich Engel/Wolfgang Pintzka (Berliner Ensemble)
- 1966: Sean O’Casey: Purpurstaub (Souhaun) – Regie: Hans-Georg Simmgens (Berliner Ensemble)
- 1969: Bertolt Brecht: Das Manifest (Brechtabend Nr. 5) – Regie: Klaus Erforth/Alexander Stillmark (Berliner Ensemble)
- 1973: George Bernard Shaw: Frau Warrens Beruf (Frau Warren) – Wolfgang Pintzka (Berliner Ensemble)
- 1978: Bertolt Brecht: Mutter Courage und ihre Kinder (Mutter Courage) – Regie: Peter Kupke (Berliner Ensemble)

## Hörspiele und Features
- 1950: Carson Kanin: Das vergilbte Manifest (Billie) – Regie: Gottfried Herrmann (Berliner Rundfunk)
- 1953: Carl Sternheim: Die Kassette (Fanny Krull) – Regie: Werner Wieland (Hörspiel – Berliner Rundfunk)
- 1956: Rolf Schneider: Das Gefängnis von Pont L’Eveque – Regie: Helmut Hellstorff (Rundfunk der DDR)
- 1956: Herbert Burgmüller/Manfred Schäffer: Sein Lied war deutsch (Antonia Vial) – Regie: Hans Busse (Hörspiel – Rundfunk der DDR)
- 1957: Jean-Paul Sartre: Nekrassow (Veronique) – Regie: Erich-Alexander Winds (Rundfunk der DDR)
- 1958: Edith Mikeleitis: Johann Georg Forster in Mainz (Caroline) – Regie: Richard Hilgert (Rundfunk der DDR)
- 1958: Henrik Ibsen: Stützen der Gesellschaft (Lona Hessel) – Regie: Erich-Alexander Winds (Hörspiel – Rundfunk der DDR)
- 1959: Rolf H. Czayka: Der Wolf von Benedetto – Regie: Wolfgang Brunecker (Hörspiel – Rundfunk der DDR)
- 1971: Bertolt Brecht: Die Tage der Commune (Mme. Cabet) – Regie: Manfred Wekwerth/Joachim Tenschert (Hörspiel – Litera)
- 1974: Lia Pirskawetz: Vox Humana (Gerda Feldmann) – Regie: Fritz Göhler (Hörspiel – Rundfunk der DDR)
- 1998: Thea Dorn: Marleni. Preußische Diven blond wie Stahl (Marlene Dietrich) – Regie: Jörg Jannings (Sender Freies Berlin / Ostdeutscher Rundfunk Brandenburg / Radio Bremen)
- 2014: Jean-Claude Kuper: Express Beirut (Die Schriftstellerin und Malerin Etel Adnan) – Regie: Jean-Claude Kuper (Feature – RBB/NDR/DKultur)

## Synchronrollen (Auswahl)
- 1957: Dana Medřická als Sultanin in Der falsche Prinz (1957)
- 1957: Dora Doll als Tonia in Die Hauptstraße

## Diskografie (Auswahl)
- 1965: Erich Weinert: Den Gedanken Licht, den Herzen Feuer, den Fäusten Kraft. (Mit Gisela May u. a.)
- 1966: Gisela May singt Brecht, Eisler, Dessau
- 1966: Gisela May: Brecht/Weill (aus Happy End, Aufstieg und Fall der Stadt Mahagonny, Die Dreigroschenoper)
- 1967: Kämpfendes Vietnam
- 1968: Gisela May singt Erich Kästner
- 1968: Günther Cwojdrak (Auswahl): Im Banne einer blassen Stunde. Trivialliteratur von Hedwig Courths-Mahler, Felix Dahn, Kurt Tucholsky u. a. (mit Gisela May, Elsa Grube-Deister, Fred Düren u. a.)
- 1969: Gisela May u. Wolf Kaiser: Irgendwer hat einmal gesagt … Anekdoten aus aller Welt. Von Plutarch, Kleist u. a.
- 1969: Die spezielle Note: Neue Chansons
- 1972: Brecht-Songs mit Gisela May
- 1972: Gisela May singt Tucholsky
- 1972: Gerd Natschinski: Mein Freund Bunbury. Musical nach Oscar Wilde
- 1972: Hallo Dolly!
- 1974: Hoppla wir leben
- 1975: Hanns Eisler. Lieder
- 1976: Gisela May singt Brecht/Dessau
- 1976: Die Mädchen von La Rochelle. Chansons aus dem alten Frankreich. Fania Fénelon, Ruth Hohmann, Gisela May, Vera Oelschlegel, Horst Jakob, Rolf Ludwig, Horst Schulze, Gerry Wolff.
- 1977: Canto General Der große Gesang; Poetisch-musikalische Adaption nach dem literarischen Werk von Pablo Neruda; übertragen von Erich Arendt; mit Aparcoa (Chile)
- 1979: Gisela May: Chansons bleiben Chansons (Jacques Brel)
- 1980: Gisela May und Alfred Müller: Im Ernst, wir meinen es heiter …, Programm des Maxim-Gorki-Theaters, LITERA/VEB Deutsche Schallplatten Berlin
- 1988: Mikis Theodorakis: Lieder – Gisela May, Thanassis Moraitis
- 2002: MarLeni (mit Gisela Uhlen) – Hörspiel von Thea Dorn CD
- 2004: Bernd Alois Zimmermann: Die fromme Helene – Gisela May, Sprecherin
- 2005: Die May. Gisela May und ihre Schallplattenaufnahmen in einer Edition des akustisch festgehaltenen Lebenswerkes. 8 CD/1 DVD mit Buch. Bear Family Records, ISBN 978-3-89916-155-7.

## Autobiographie
- Mit meinen Augen. Begegnungen und Impressionen. 1. Auflage 1976. 3. Auflage: Buchverlag Der Morgen, Berlin 1982.
- Es wechseln die Zeiten. Erinnerungen. Militzke, Leipzig 2002, ISBN 978-3-86189-269-4.